# Justin Francis Rigali
Justin Francis Rigali   (Los Angeles, 19 d'abril de 1935) és un cardenal nord-americà de l'Església Catòlica Romana. Va ser el vuitè arquebisbe de Filadèlfia, després d'haver servit anteriorment com a arquebisbe de St. Louis de 1994 a 2003, i va ser elevat a cardenalat el 2003. Després d'una investigació d'abús sexual a l'Església catòlica, el cardenal Rigali va dimitir el 2010.
Rigali va exercir anteriorment com a president del Comitè d'Activitats Pro-Vida de la Conferència dels Bisbes Catòlics dels Estats Units.